# Alair de Souza Camargo Júnior
Alair de Souza Camargo Júnior (Umuarama, 27 januari 1982) is een Braziliaans voormalig voetballer die als verdediger speelde.

## Carrière
Alair begon zijn carrière in 2001 bij Shimizu S-Pulse. Hij tekende in 2002 bij Ventforet Kofu in de J2 League. In 2005 eindigde de club derde in de J2 League en promoveerde de club naar de J1 League. Hij speelde 129 wedstrijden waarin hij 4 doelpunten maakte. Alair speelde tussen 2007 en 2008 voor Veranópolis ECRC, Birmingham City FC en Chapecoense. Hij tekende in 2009 bij Ehime FC in de J2 League. Hij tekende in 2011 bij Kyoto Sanga FC. In 2012 keerde hij terug bij Ehime FC. Alair beëindigde zijn spelersloopbaan in 2013.